# 残火 (松任谷由実の曲)
「残火」（のこりび）は、松任谷由実の配信限定シングル。2016年9月21日にユニバーサルミュージックから発売された。

## 解説
中村勘九郎主演の舞台を映画化した『真田十勇士』の主題歌として書き下ろされた曲。初の時代劇作品への楽曲提供となった。

## 収録曲
| #  | タイトル          | 作詞・作曲 | 編曲       | 時間 |
| -- | ----------------- | ---------- | ---------- | ---- |
| 1. | 「残火 -Embers-」 | 松任谷由実 | 松任谷正隆 | 4:30 |